# Шаханов, Роман Николаевич
Роман Николаевич Шаханов — советский хозяйственный, государственный и политический деятель.

## Биография
Родился в 1921 году в деревне Ольгино. Член КПСС с года.
Участник Великой Отечественной войны, комсорг 1268-го зенитного артиллерийского Рославльского полка РГК. С 1946 года — на хозяйственной, общественной и политической работе. В 1946—1986 гг. — секретарь райкома КПСС по Шалдежской зоне МТС в Семеновском районе, председатель колхоза «Верный путь» Семёновского района Горьковской области.
Избирался депутатом Верховного Совета СССР 8-го созыва.
Умер в 2003 году.